# Valle della Gloria

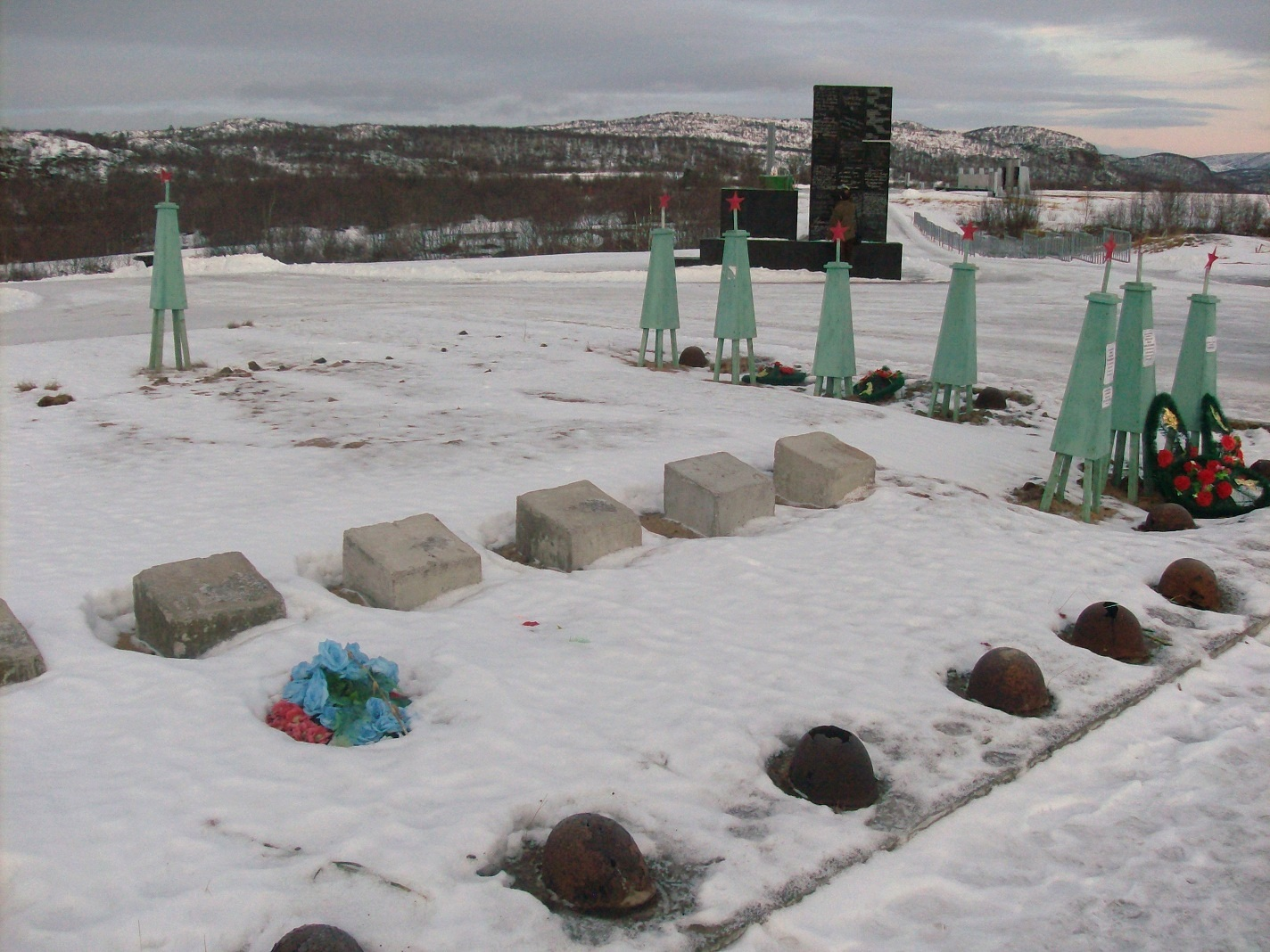
Il memoriale situato nella Valle della Gloria

La Valle della Gloria (in russo Долина Славы?, Dolina Slavy) è una valle situata sulla sponda destra del fiume Zapadnaja Lica, circa 75 chilometri a nord ovest di Murmansk. Nel 1941 fu teatro di una sanguinosa battaglia tra le truppe tedesche e quelle sovietiche all'interno del Teatro dell'Artico della seconda guerra mondiale. Le truppe sovietiche ebbero la meglio, fermando l'avanzata tedesca verso Murmansk, e in seguito sul posto venne realizzato in cimitero per ospitare le migliaia di caduti.
La grande statua conosciuta come Alëša del Monumento ai difensori dell'Artico sovietico durante la grande guerra patriottica a Murmansk guarda in direzione della Valle della Gloria, e un'urna contenente la terra del cimitero è stata interrata alla base della statua al momento della sua inaugurazione nel 1974.